# Rufus (film 2012)
Rufus è film del 2012 diretto da Dave Schultz.

## Trama
Trovato dallo sceriffo locale a vagabondare sul ciglio della strada a seguito di un incidente stradale, Rufus viene subito ricevuto calorosamente dagli abitanti di una piccola città canadese. Ciò che essi ignorano è che Rufus sia in realtà un vampiro assetato di sangue che inizierà ben presto a mietere vittime nella cittadina.